# Hu Hanmin
Hu Hanmin (胡T, 漢胡汉民S, 民Hú HànmínP (Panyu, 9 dicembre 1879 – Guangdong, 12 maggio 1936) è stato un politico cinese, uno dei primi capi del Kuomintang (KMT) nel periodo della Cina rivoluzionaria.

## Biografia
Hu era di discendenza Hakka di Ji'an, Jiangxi. Suo padre si era trasferito a Panyu, nel Guangdong, per ricoprire un incarico ufficiale.
Ottenne la qualifica di juren all'età di ventuno anni. Studiò in Giappone dal 1902 e nel 1905 si unì al Tongmenghui (Alleanza Rivoluzionaria Cinese) come redattore del giornale Min Bao. Dal 1907 al 1910, partecipò a diverse rivoluzioni armate. Poco dopo la rivoluzione Xinhai, nel 1911, fu nominato governatore del Guangdong e segretario principale del Governo provvisorio. Partecipò alla Seconda Rivoluzione nel 1913, e seguì Sun Yat-sen in Giappone dopo il fallimento di quella rivoluzione. Lì fondarono il Kuomintang (Partito Nazionalista Cinese). Hu visse nel Guangdong tra il 1917 e il 1921 e lavorò per Sun Yat-sen, come ministro dei trasporti prima e principale consulente dopo.
Hu venne eletto membro del comitato esecutivo centrale nella prima conferenza del Kuomintang nel gennaio del 1924. A settembre divenne come vice generalissimo, quando Sun Yat-sen lasciò Guangzhou per Shaoguan. Sun morì a Pechino nel marzo del 1925 e Hu divenne una delle tre figure più potenti del Kuomintang. Gli altri due erano Wang Jingwei e Liao Zhongkai. Liao fu assassinato nell'agosto dello stesso anno, e Hu fu sospettato e arrestato. Dopo il massacro di Shanghai del 1927, Hu appoggiò Chiang Kai-shek e fu a capo dello Yuan legislativo a Nanchino.
Successivamente, il 28 febbraio 1931, Hu fu posto, da Chiang, agli arresti domiciliari a causa di controversie sulla nuova costituzione provvisoria. La pressione interna del partito costrinse Chiang a liberarlo. In seguito, Hu divenne un potente capo politico nel sud della Cina, con tre principi politici di resistenza: resistenza contro l'invasione giapponese e il massacro, resistenza contro i comunisti militaristi e infine resistenza contro il capo autoproclamato, Chiang Kai-shek. Le fazioni anti-Chiang del KMT si spostarono a Guangzhou per creare un governo rivale. Chiesero le dimissioni di Chiang dal suo doppio incarico di presidente e primo ministro. La guerra civile fu evitata dall'invasione giapponese della Manciuria. Hu continuò a governare la Cina meridionale, il cuore del KMT, con l'aiuto di Chen Jitang e della Nuova cricca del Guangxi. Lì tentò di creare un modello di governo privo di corruzione e clientelismo per screditare il regime di Chiang a Nanchino.
Hu era un sostenitore dell'azione contro l'aggressione giapponese, criticando Chiang per "l'incapacità di adottare una politica forte nei confronti della potenza straniera che ha lacerato e devastato la nostra patria!".
Hu visitò l'Europa e interruppe il suo attacco politico a Chiang Kai-shek nel giugno del 1935. Nella prima sessione della quinta conferenza del Kuomintang, nel dicembre 1935, fu eletto, anche se assente, presidente del Comitato centrale degli affari comuni. Tornò in Cina nel gennaio del 1936 e visse a Guangzhou fino alla morte avvenuta per emorragia cerebrale il 12 maggio 1936.
La sua morte scatenò una crisi. Chiang voleva sostituire Hu con fedeli seguaci nel sud della Cina e porre fine all'autonomia che il sud godeva sotto Hu. Come risultato, Chen e la cricca del Nuovo Guangxi cospirarono per rimuovere Chiang dall'incarico. Nel cosiddetto "Incidente di Liangguang", Chen fu costretto a dimettersi come governatore del Guangdong dopo che Chiang aveva corrotto molti degli ufficiali di Chen per farli disertare e far crollare la cospirazione, così come di fatto avvenne.
La filosofia politica di Hu era che i propri diritti individuali sono una funzione della propria appartenenza a una nazione.